# Paralelo 56 N
O Paralelo 56 N é um paralelo no 56° grau a norte do plano equatorial terrestre.
Começando pelo Meridiano de Greenwich e tomando a direção leste, o paralelo 56° Norte passa sucessivamente por:
| País, território ou mar | Notas                                                              |
| ----------------------- | ------------------------------------------------------------------ |
| Mar do Norte            |                                                                    |
| Dinamarca               | Jutlândia (continental)                                            |
| Categate                | Passa a norte da ilha Samsø, Dinamarca                             |
| Dinamarca               | Ilha Sjælland                                                      |
| Øresund                 |                                                                    |
| Suécia                  |                                                                    |
| Mar Báltico             |                                                                    |
| Lituânia                |                                                                    |
| Letônia                 | Passa a norte de Daugavpils                                        |
| Bielorrússia            |                                                                    |
| Rússia                  | Cerca de 13 km                                                     |
| Bielorrússia            | Cerca de 17 km                                                     |
| Rússia                  | Passa a norte de Moscovo                                           |
| Mar de Okhotsk          |                                                                    |
| Rússia                  | Península de Kamchatka                                             |
| Mar de Bering           |                                                                    |
| Estados Unidos          | Alasca - Península do Alasca                                       |
| Oceano Pacífico         | Golfo do Alasca                                                    |
| Estados Unidos          | Alasca - Ilha Príncipe de Gales, Ilha Etolin e Panhandle do Alasca |
| Canadá                  | Colúmbia Britânica Alberta Saskatchewan Manitoba Ontário           |
| Baía de Hudson          |                                                                    |
| Canadá                  | Nunavut - Ilha Flaherty e Ilha Tukarak                             |
| Baía de Hudson          |                                                                    |
| Canadá                  | Quebec Terra Nova e Labrador                                       |
| Oceano Atlântico        |                                                                    |
| Reino Unido             | Escócia                                                            |
| Mar do Norte            |                                                                    |